# Palacio de los Ferrer
El palacio de los Ferrer en el barrio de Sanz (Enova), es un edificio construido a finales del siglo XV por la familia del señor de la localidad. Es un claro representante del estilo arquitectónico gótico flamígero o gótico tardío.

## Historia

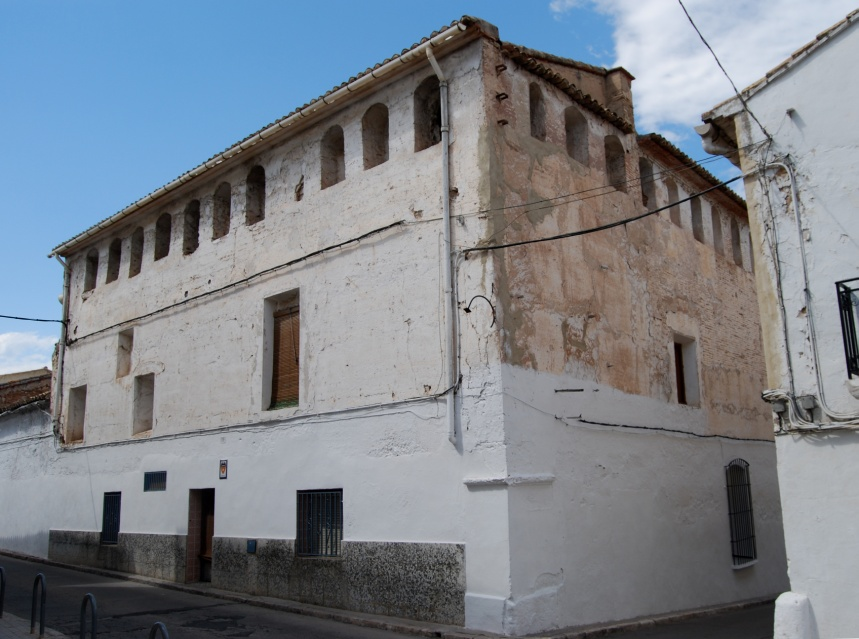
Palacio de los Ferrer (Sanz)

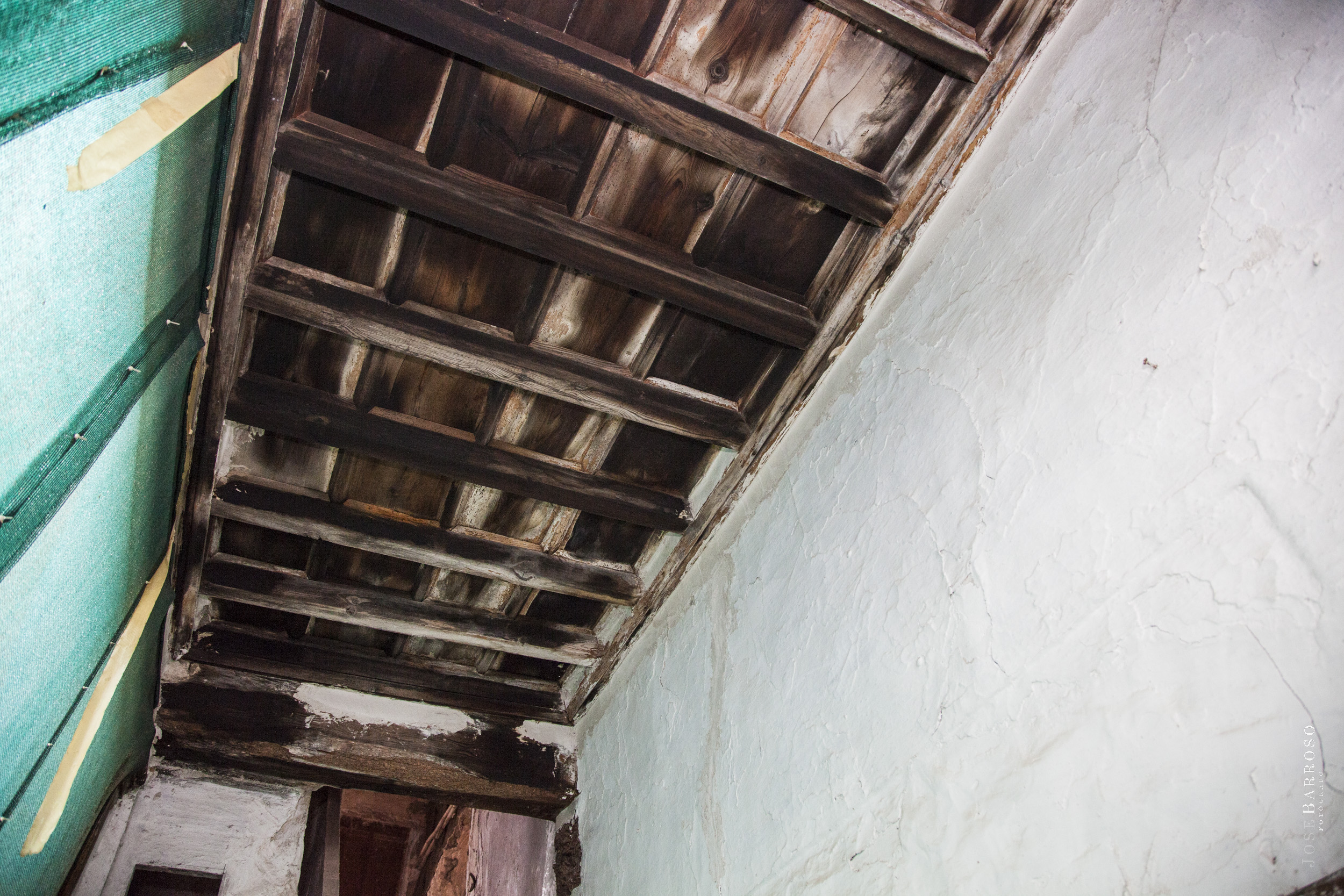
Techo artesonado del palacio de Sanz

El palacio de los Ferrer es un edificio situado en el barrio de Sanz, municipio de Énova aunque en el momento de su construcción, dicho barrio era una localidad independiente. 
Este elemento arquitectónico pertenece al estilo del gótico tardío o gótico flamígero, un estilo artístico casi de transición con el renacimiento, siendo el palacio de los Ferrer uno de los escasos ejemplos en la comarca de la Ribera del Júcar. Esta edificación fue un encargo de Pere Ferrer, caballero valenciano, señor de Sanz, que tras las campañas italianas de Alfonso el Magnánimo volvió a sus posesiones con un gran botín y un mayor estatus social, lo que le llevaría a dar un impulso transformador y de renovación a la localidad de Sanz, que por aquel entonces aun se mantenía independiente de Énova. Este objetivo no se centraría solo en la construcción de una casa señorial más acorde a su posición social, sino que también intentó cambiar el nombre al municipio por el de Castellnou, en referencia al Castel Nuovo, donde estaba situada la corte alfonsina en su campaña napolitana. Esta iniciativa fracasaría, aunque no lo haría su proyecto de transformar el plan urbano demoliendo la mayoría de casas de los vasallos moros y transformándolo en una plaza de casas rectangulares y alineadas, por tanto continuaría siendo conocido como Sanz, o Sanç en su variante valenciana.

## Descripción
El palacio está conformado por un bloque cuadrado, con un deslunado central y un patio de servicio anexo. La planta del edificio -sin contar con el patio- forma un cuadrado casi perfecto (16,5 por 15,25 metros) que conforma 250 metros cuadrados de superficie construida. El deslunado central se construyó inicialmente como un cuadrado de ocho por ocho varas valencianas (unos 52 metros cuadrados), pero se redujo hacia finales del siglo XV, quedando reducido a un cuadrado de tres por tres metros, y destinándose el resto a una galería cubierta para la planta noble.
Dispone de dos pisos de altura, estando en la parte superior la parte noble. Un elemento destacable es el artesonado de madera tardo gótico, que recuerda al esplendor del tardo gótico flamígero. En la parte superior se encontrarían en su momento las estructuras para la cría del gusano de seda, un negocio bastante habitual en el reino de Valencia a finales del siglo XV.
A pesar de su valor patrimonial, a inicios del siglo XXI se encuentra en un estado importante de abandono y desprotección, siendo necesaria una gran labor de restauración.